# Ноттен, Рене
Рейнирюс Вилхелмюс Антониюс (Рене) Ноттен (нидерл. Reinirus Wilhelmus Antonius "René" Notten, 20 ноября 1949, Хенгело, Нидерланды - 22 августа 1995, Ораньестад, Аруба) — нидерландский футболист и тренер.

## Карьера
Начинал свою взрослую карьеру в клубе «Твенте». В 1974 году перешёл в «Аякс», за который выступал в течение трёх сезонов. За это время он становился один раз чемпионом страны. Позднее в составе «Фейеноорда» полузащитник выигрывал Кубок Нидерландов.
27 марта 1974 год дебютировал за сборную Нидерландов в товарищеском матче против Австрии (1:1). Всего за национальную команду он провёл пять матчей.
После завершения карьеры стал тренером. Несколько лет он входил в тренерские штабы клубов ПЕК Зволле и АДО Ден Хааг. С 1992 по 1994 годы он самостоятельно возглавлял «Эммен». Летом 1995 года нидерландец занял пост наставника сборной Арубы, но через несколько недель после назначения Ноттен скончался от сердечного приступа на 46-м году жизни.

## Достижения
- Чемпион Нидерландов (1): 1976/77.
- Обладатель Кубка Нидерландов (1): 1979/80.
- Финалист Кубка Нидерландов (1): 1980/81.